# Glitterskinn
Glitterskinn (Hyphodontia pallidula) är en svampart som först beskrevs av Giacopo Bresàdola, och fick sitt nu gällande namn av J. Erikss. 1958. Glitterskinn ingår i släktet Hyphodontia och familjen Schizoporaceae.  Arten är reproducerande i Sverige. Inga underarter finns listade i Catalogue of Life.